# Ben Jonson
Benjamin Jonson, conhecido como Ben Jonson (Westminster, 11 de junho de 1572 — Londres, 6 de agosto de 1637), foi um dramaturgo, poeta e ator inglês da Renascença, contemporâneo de Shakespeare. Entre suas peças mais conhecidas estão Volpone, The Alchemist (O Alquimista) e Bartholomew Fair: A Comedy (A Feira de São Bartolomeu: uma Comédia).

## Biografia
Nascido dois meses após a morte do pai, um pregador escocês, Ben Jonson foi criado pelo padrasto, um construtor pobre. Por algum tempo estudou na Westminster School, com o grande historiador e humanista William Camdem (1551-1623), formação que influenciou a sua escrita durante a sua carreira. No entanto, deixou a escola para aprender o ofício de mestre-de-obras de seu padrasto.
Após servir no exército (1597) na Baixa Escócia, Jonson casou-se, transformou-se em ator itinerante e depois em dramaturgo. Casou-se antes de 1592, tendo tido uma filha que morreu aos seis meses e dois filhos de nome Benjamin, um deles falecido na infância, devido à peste. Não vivia bem com a esposa, tanto que ele viveu cinco anos fora de casa, em companhia de Lord Albany.
Começou a afirmar sua reputação quando a trupe Lord Chamberlain's Men encenou pela primeira vez uma de suas peças que tratam de humor, Every Man in His Humour (Cada Homem em seu Humor), em 1598 no Globe Theatre pela companhia de teatro da qual Shakespeare era acionista e dramaturgo residente. Shakespeare atuou na sua primeira encenação ambientada na Itália, e também na versão subsequentemente revisada por Jonson para o Fólio de 1616, que reambientava a peça em Londres.
Pouco depois da estreia da peça, num duelo em 22 de setembro, Ben Jonson matou Gabriel Spencer, um ator que passara um período preso com ele, na prisão de Marshalsea. Para escapar da forca, Jonson reivindicou isenção de julgamento por ser letrado e, para provar que sabia a língua, realizou em latim a leitura de um poema. Escapou da forca, mas foi marcado com ferro em brasa na base do seu polegar esquerdo com a letra "T", de Tyburn (lugar em Londres onde, até 1783, eram executados criminosos), para identificá-lo caso viesse a matar outra vez.
Ben Jonson volta a trabalhar como mestre de obras, porém retornou ao teatro em seguida, com o seu trabalho Every Man Out of is Humour (Cada Homem fora de seu Humor). No prólogo da peça ele diz fazer a cada quinze dias uma "boa refeição em companhia de atores", embora viva de "feijão e leitelho" em casa.
Suas tragédias Sejanus, de 1603 e Catilina, de 1611 foram muito apreciadas na época, mas Ben Jonson foi sobretudo um autor de comédias como Volpone, de 1605, Epiceno ou a Mulher Silenciosa, de 1609, O Alquimista, de 1610, Bartholomew Fair, de 1614 e outras.
Jonson foi também um expoente da lingüística, por sua atenção à fonética e classificação dos verbos. Embora sem curso universitário, Ben Jonson se tornou um dos homens de maior cultura de seu tempo, chegando a merecer títulos honorários das Universidades de Oxford e Cambridge. Sob sua lápide seus contemporâneos colocaram as palavras: “Ó rare Ben Jonson!”. Ele está enterrado na Abadia de Westminster.

## Características literárias
Seguindo o exemplo dos autores latinos, como Plauto, e adaptando para suas finalidades pessoais a teoria medicinal dos humores (isto é, definido por suas qualidades, defeitos, tendências e manias mais acentuadas), criou um estilo que durou diversas gerações. Essa "comédia de costumes", que misturava o realismo e uma atmosfera satírica ao uso dos humores, influenciou dramaturgos até o século XVIII, estendendo-se até mesmo ao Romantismo.
A comédia de Ben Jonson é o que se convencionou chamar de “drama”, pois possui trechos entremeados de fantasias, defendendo que “em cada um de nós um atributo particularmente se acentua, apossando-se de tal forma de nosso ser, que, por esse aspecto predominante, se define pela exageração de um grotesco que cria o humor, ou seja um temperamento característico”. Seus personagens cômicos são intencionalmente ridículos, compondo essa característica a tessitura da própria peça. Apesar do cunho realista de sua obra, ela se acha impregnada de fantasias que beiram o absurdo.
Ben Jonson parece ter sido influenciado pelo teatro da Idade Média, refletindo a aspiração do autor por um mundo mais equitativo. Talvez sua moral intransigente tenha se modelado quando de sua conversão ao catolicismo, na época em que cumpria, na prisão, a pena pelo seu crime de morte; com o auxílio do clero, obteve naquela ocasião o perdão. Esse traço de moralização inflexível permeia sua obra, representando, muitas vezes, uma concessão da estética à moral.
Ben Jonson foi mestre na produção de mascaradas, entretenimentos festivos que utilizavam a música, a dança e o canto em cuidadosa coreografia.
Dotado de uma genialidade multiforme, sua obra conta não apenas com peças teatrais, mas com a poesia lírica, o epigrama, a crônica, o gênero epistolar, as traduções e até a gramática.

## Obras principais

### Comédias
- Isle of Dogs - ("Ilha de Cães") - foi co-autor e também ator da peça.
- Every Man in his Humour – 1598- ("Cada qual com o seu Humor", ou "Cada Homem em seu Humor")
- The Case is Altered – 1597/1598
- Every Man out of his Humour – 1599 - ("Cada Homem fora de seu Humor")
- Cinthia’s Revels – 1600
- The Poetaster – 1601
- Volpone or The Fox – 1605/1606- ("Volpone ou A Raposa")
- Eastward Ho – 1604/1605 – como colaborador de Marston e Chapman
- Epicoene or The Silent Woman – 1609 - ("Epiceno ou A Mulher Silenciosa")
- The Alchemist – 1614 - ("O Alquimista")
- Bartholomew Fair – 1614
- The Devil is an Ass – 1614/1616
- The Staple of the News
- The New Inn – 1629
- The Magnetic Lady – 1632
- The Tale of a Tub – 1633

### Tragédias
- Sejanus his Fall – 1603
- Catilline his Conspiracy – 1611

### Mascaradas
- The Satyre – 1603
- The Penates – 1604
- Masque of Blackness – 1605
- Hymanael – 1606
- Masque of Beauty – 1608
- The Hue and Cry after Cupid – 1608
- Masque of Queens – 1609 – tem sido considerada, pela crítica, como sua melhor peça.[2]
- Oberm, the Feary Prince – 1611
- Love freed from Ignorance and Folly – 1611
- Love Restored – 1612
- The Irish Masque – 1613
- Mercury vindicated from the Alchemists – 1615
- The Golden Age Restored – 1616
- Love’s Welcome at Welbreck – 1633
- Love’s Welcome at Bolsover – 1634

### Drama pastoral
- The Sad Shepherd (Impressão póstuma, em 1941)